# Fiebre de Orepuche
La fiebre de Orepuche o fiebre de Oropouche es una infección viral causada por el Virus de Orepuche, un miembro del género Orthobunyavirus, de la familia Peribunyaviridae, grupo V. 
Se trata de una enfermedad tropical, considerada emergente, que se descubrió por primera vez  en la Vega de Oropouche, en Trinidad y Tobago, en 1955. Desde su identificación, se han reportado diferentes brotes en comunidades rurales y urbanas de las Américas.
El vector principal es el jején Culicoides paraensis.
El 2 de febrero de 2024 la Organización Panamericana de la Salud (OPS) declaró la alerta epidemiológica en las Américas por los brotes registrados en la región de la Amazonia en Brasil y Perú.
En mayo y junio del 2024 se registró una epidemia del virus en Cuba, en la que se reportaron tres casos humanos con síntomas de enfermedad neurológica, con clínico de síndrome de Guillain-Barré, estableciendo por primera vez una asociación entre la Fiebre del Oropouche y el síndrome.
Asimismo, la epidemia registrada en Brasil en 2024 reportó 7497 casos hasta el 6 de agosto de 2024, alcanzando en estados más allá de la región amazónica, tradicionalmente endémica. Además, el Ministerio de Salud de Brasil confirmó dos fallecimientos por fiebre de Oropouche en el estado de Bahía el 25 de julio de 2024. Las personas afectadas fueron dos mujeres no embarazadas menores de 30 años sin comorbilidades. 
En de agosto de 2024 se registraron los primeros casos documentados de transmisión vertical del OROV en Brasil, con desenlace fatal. El primero, en el estado de Pernambuco, provocó la muerte fetal. El segundo, en Acre, consistió en un recién nacido con anomalías congénitas, quien falleció a los 47 días de vida.
El 6 de septiembre del 2024, la Organización Panamericana de la Salud  publicó una Actualización Epidemiológica de Oropouche en la Región de las Américas, reiterando las recomendaciones sobre el diagnóstico, manejo, prevención y control de la enfermedad, incluyendo recomendaciones específicas respecto de los hallazgos de infección vertical, malformación congénita o muerte fetal asociadas a la infección.